# Contea di Charleston
La contea di Charleston (in inglese Charleston County) è una contea dello Stato della Carolina del Sud, negli Stati Uniti. La popolazione al censimento del 2000 era di 329 969 abitanti. Il capoluogo di contea è Charleston.

## Geografia
La contea si trova nel sud-est dello Stato e si affaccia sull'Oceano Atlantico. Si compone di un territorio pianeggiante e diverse aree paludose. Parte delle Sea Islands forma il confine sud-est. Le isole sono separate dalla terraferma da fiumi e dall'Intracoastal Waterway.

### Contee confinanti
- Contea di Berkley - nord
- Contea di Georgetown - nord-est
- Contea di Colleton - ovest
- Contea di Dorchester - nord-ovest

## Storia
L'area era abitata da nativi Cusabo quando gli europei arrivarono negli anni 70 del XVII secolo. La contea fu istituita nel 1785 e fu chiamata così in onore di Carlo II d'Inghilterra.

## Comuni

### Cities
- Charleston (capoluogo)
- Folly Beach
- Goose Creek
- Isle of Palms
- North Charleston

### Towns
- Awendaw
- Hollywood
- James Island
- Kiawah Island
- Lincolnville
- McClellanville
- Meggett
- Mount Pleasant
- Ravenel
- Rockville
- Seabrook Island
- Sullivan's Island
- Summerville

### Census-designated places
- Adams Run
- Ladson